# Parasites Lost
«Parasites Lost» (укр. «Втрачені паразити») — друга серія третього сезону анімаційного серіалу «Футурама», що вийшла в ефір у Північній Америці 21 січня 2001 року.
Автор сценарію: Ерік Каплан.
Режисер: Пітер Аванзіно.
Прем'єра в Україні відбулася 25 листопада 2007 року.

## Сюжет
Під час технічної зупинки на космічній станції заправки Фрай купує сандвіч з яєчним салатом з автомата в туалеті. Не зважаючи на попередження  Ліли і очевидну низьку якість страви, він з'їдає її. Повернувшись на Землю, Бендер і Фрай отримують завдання полагодити плазмовий котел у підвалі «Міжпланетного експресу». Котел вибухає, залишивши Бендера неушкодженим, але завдавши Фраю серйозної травми: одна з труб проштрикує його тулуб. Під час огляду в доктора Зойдберґа труба раптово відпадає, а наскрізний отвір у незрозумілий спосіб залагоджується із блискавичною швидкістю. Прозондувавши кишку Фрая, команда з'ясовує, що в його тілі оселилися мікроскопічні глисти. 
Для того, щоби позбавити Фрая паразитів, професор Фарнсворт створює мініатюрні роботичні дублікати всіх членів команди, крім Ліли, які доручається відволікати Фрая, щоби глисти не дізналися про план винищення. Керуючи мікророботами через обладнання «віртуальної реальності», на кораблі «Міжпланетного експреса» команда проникає в організм Фрая через вухо. Подорожуючи дихальною, кровоносною і травною системами, друзі помічають, що діяльність паразитів покращує інтелект і збільшує фізичну силу їхнього носія.
Діставшись кишки, команда з боєм пробирається до тазового нервового вузла, щоби здійснити його подразнення, яке викличе потужний рух кишок і вижене глистів геть.  Тим часом Ліла почувається причарованою новим — розумним і сильним — Фраєм. Той відкриває їй, давно що кохає її, проте раніше не міг знайти способу висловити почуття. Зрозумівши, що Фрай став таким, завдяки паразитам, Ліла посилає свого мікродроїда зупинити професора. Мікродроїд встигає дістатися тазового вузла і порубати всіх інших на шматки сокирою. Обурений професор повідомляє Лілі, що тепер глисти настільки глибоко засядуть у тілі Фрая, що вигнати їх буде неможливо.
Дізнавшись про справжній стан речей, Фрай ігнорує попередження, більше переймаючись романом із Лілою. Та, зрештою, зізнається, що покохала «нового його». Замислившись над цією фразою, Фрай просить Лілу зачекати (вони саме опинилися вдвох у неї в спальні), доки він дещо з'ясує. Сам він іде до «Міжпланетного експреса» і відправляє свого мікродроїда всередину власного тіла.
Зустрівшись із ватагом глистів, Фрай вимагає, щоби паразити пішли геть. Глисти атакують його. Фехтуючи з ватагом, Фрая опиняється коло довгастого мозку і погрожує знищити його, спричинивши власну смерть, а отже, й загибель всієї колонії глистів. Паразити йдуть геть. Повернувшись до Ліли, Фрай повідомляє їй, що позбувся глистів, і це миттєво проявляється у його поверненні до звичної незграбної поведінки (у романтичну хвилину він згадує, як колись кохався з Емі). Ліла просить його піти. Серія завершується сценою, в якій Фрай у своєму помешканні починає вчитися гри на голофоні.

## Послідовність дії
Будучи зараженим паразитами, Фрай розвиває в собі здатність віртуозно грати на голофоні — неймовірно складному інструменті, який створює одночасно музику і візуальні образи. Він втрачає це вміння наприкінці серії, але знов намагається оволодіти інструментом у серії «The Devil's Hands Are Idle Playthings», щоби завоювати серце Ліли.

## Визнання
- Художник Родні Клауден був нагороджений премією «Еммі» у 2001 році в номінації «Індивідуальне досягнення в галузі анімації» .
- Ця серія також є однією з улюблених серед прихильників серіалу. У 2006 році сайт «IGN.com» присудив їй четверте місце у списку найкращий 25-ти серій «Футурами», відзначивши блискучий гумор і поглиблення розробки теми стосунків Фрая і Ліли  [Архівовано 9 січня 2015 у Wayback Machine.].
- У 2007 часопис «Entertainment Weekly» присудив «Футурамі» 21 місце у списку 25-ти найкращих кінофільмів і телепрограм у жанрі наукової фантастики за останні 25 років (1982-2007). У статті особливо відзначено цю серію, як одну з найкращих  [Архівовано 15 листопада 2007 у Wayback Machine.].

## Пародії, алюзії, цікаві факти
- Назва серії пародіює назву епічної поеми Джона Мілтона «Втрачений рай» (англ. «Paradise Lost»).
- Ідея серії (подорожування всередині людського тіла) в основному запозичена із фільму 1966 року «Фантастична подорож».
- Миючи лобове скло корабля, Ліла зчищає з нього велетенську космічну комаху (що нагадує бабку), невеличку планету (з кільцями, як у Сатурна) і космічний зонд «Вояджер-2».
- Музичний інструмент «голофонор» за принципом дії подібний до «візі-сонора» з роману Айзека Азімова «Основа та Імперія».
- Ватаг глистів питає Фрая: «Знаєш, чим особливий „Особливий” соус? Нами!» Ця репліка є натяком на стару рекламу сендвічів «Біґ-Мак» мережі швидкого харчування «Мак-Дональдс», в якій наголошувався «особливий соус», присутній у рецептурі (цей соус виявився різновидом заправки «тисяча островів»).

## Особливості українського перекладу
- На космічній заправці помітна колонка з пальним «Wassa Matter», що передано як «Матюклива матерія».
- Коли Фрай дивовижно зцілюється від смертельно небезпечного поранення, Бендер вигукує: «Відьмак!».
- В українській озвучці слово «глисти» (у множині) вимовляється акторами навперемін з наголосом на перший і на другий склад.
- Довгастий мозок названо «продовгуватим».